# ليه هيل
ليه هيل (بالإنجليزية: Les Hill)‏ هو ممثل أسترالي، ولد في 1 أغسطس 1973 في أستراليا.

## وصلات خارجية
- ليه هيل على موقع IMDb (الإنجليزية)
- ليه هيل على موقع أول موفي (الإنجليزية)
- ليه هيل على موقع قاعدة بيانات الفيلم (الإنجليزية)
- ليه هيل على موقع كينوبويسك (الروسية)